# Diomignite
La diomignite è un minerale.